# Lois Jim Crow
Pour les articles homonymes, voir Jim Crow.

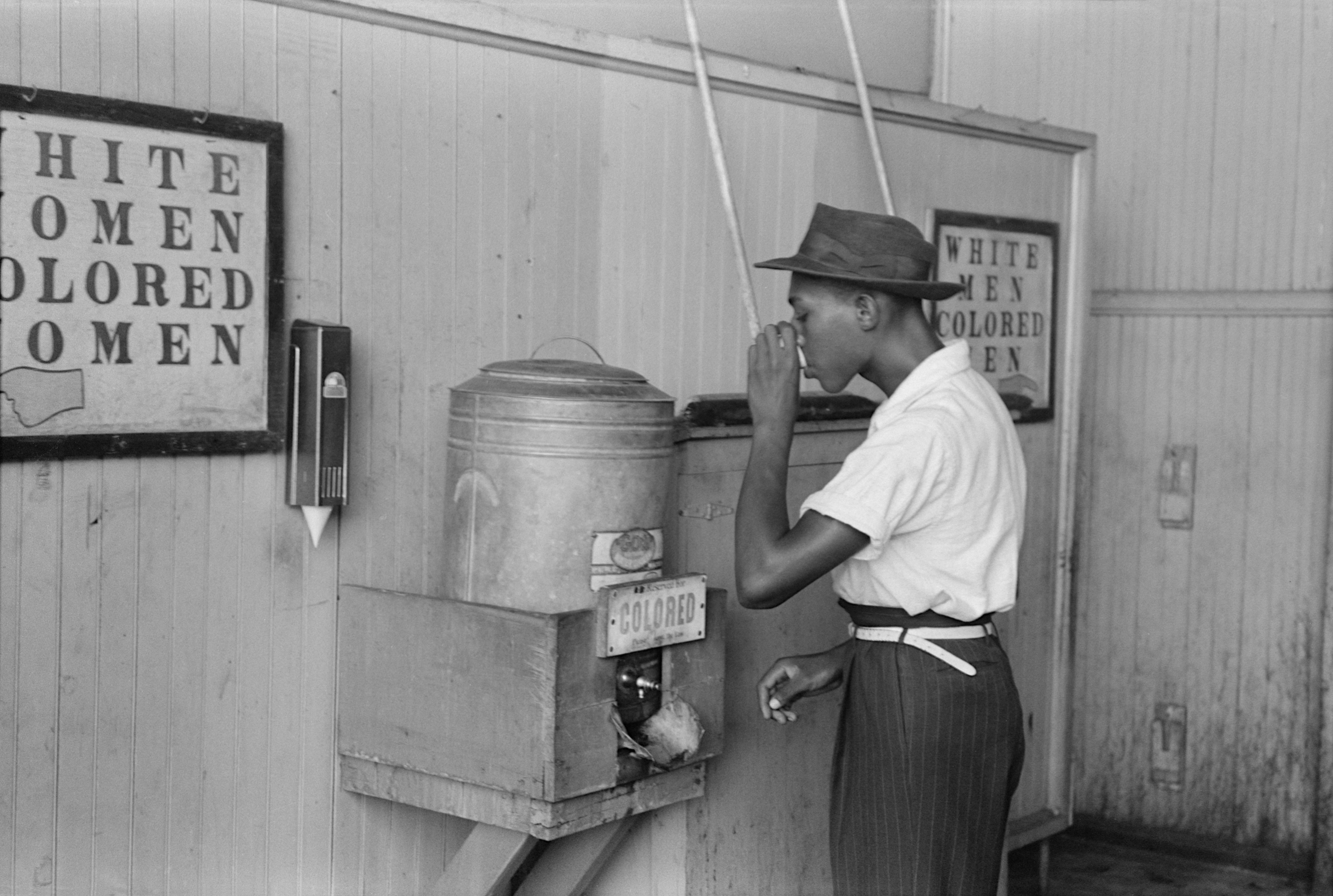
Un Afro-Américain boit à un distributeur d'eau réservé aux gens de couleur à un terminal de tramway en 1939 Oklahoma City.

Les lois Jim Crow (Jim Crow Laws en anglais) sont des lois nationales et locales issues des Black Codes imposant la ségrégation raciale aux États-Unis et promulguées par les législatures des États du Sud de 1877 à 1964. Ces lois ont été mises en place pour entraver l'exercice des droits constitutionnels des Afro-Américains acquis au lendemain de la guerre de Sécession : le Treizième amendement de la Constitution des États-Unis du 6 décembre 1865 abolissant l'esclavage, le Quatorzième amendement de la Constitution des États-Unis de 1868 accordant la citoyenneté à toute personne née ou naturalisée aux États-Unis et interdisant toute restriction à ce droit, et le Quinzième amendement de la Constitution des États-Unis, de 1870, garantissant le droit de vote à tous les citoyens des États-Unis.
Les plus importantes lois Jim Crow introduisaient la ségrégation dans les services publics (établissements scolaires, hôpitaux, transports, justice, cimetière, etc.), les lieux de rassemblement (restaurants, cafés, théâtre, salle de concert, salles d'attente, stades, toilettes…) et restreignaient les interactions sociales entre Blancs et gens de couleur au strict minimum, cela au nom du principe « separate but equal » (« séparés mais égaux »).
Les mouvements et actions visant l'application des droits civiques auront pour objet l'abrogation de ces lois, notamment par la saisine de la Cour suprême pour demander des arrêts au sujet de situations de ségrégation pour en vérifier la constitutionnalité. C'est ainsi que la ségrégation scolaire a été déclarée inconstitutionnelle par la Cour suprême des États-Unis en 1954 (arrêt Brown v. Board of Education). Suivront d'autres affaires. Les Lois Jim Crow ont été définitivement abolies par le Civil Rights Act de 1964, le Voting Rights Act de 1965 et le Civil Rights Act de 1968 qui mettent juridiquement fin à la ségrégation raciale sur l'ensemble des États-Unis.

## Origine de l'expression

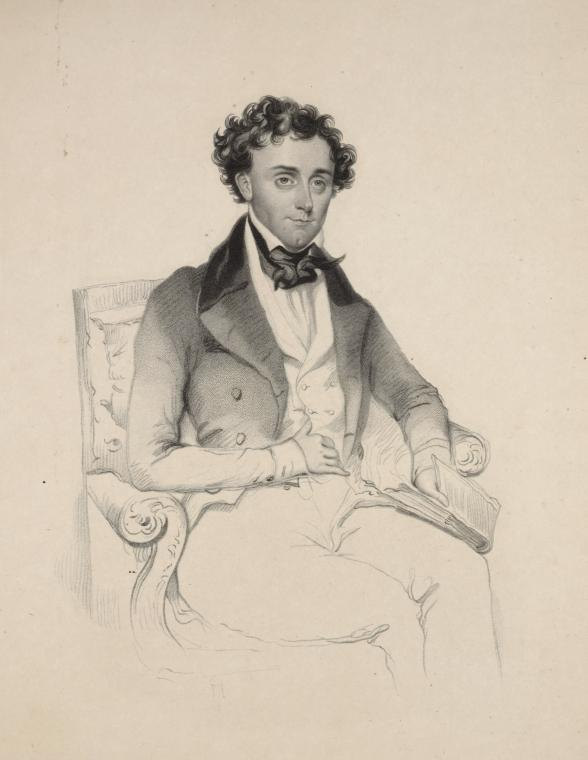
Thomas D. Rice.

Le nom « Jim Crow » vient de la chanson Jump Jim Crow. Cette chanson est une critique des politiques populistes d'Andrew Jackson, composée et interprétée en 1832 par Thomas D. Rice,,, qui chante et danse le visage et les mains peints en noir pour caricaturer les Afro-Américains. La chanson et le spectacle qui l'inclut rencontrent un vif succès. Dès 1838, « Jim Crow » est une expression péjorative désignant les personnes noires vivant aux États-Unis,
L'expression Jim Crow laws (« lois Jim Crow ») est répertoriée pour la première fois en 1892 dans le titre d'un article du New York Times consacré à la ségrégation dans les trains en Louisiane,.

## Historique

### Origines des lois Jim Crow
Le 18 décembre 1865, le Treizième amendement de la Constitution des États-Unis est ratifié, abolissant l'esclavage dans l'ensemble du pays,, avec une réserve pénale : « Ni esclavage ni servitude involontaire, si ce n'est en punition d'un crime dont le coupable aura été dument condamné, n'existeront aux États-Unis ni dans aucun des lieux soumis à leur juridiction ». Commence alors la période dite de la Reconstruction, qui dure de 1865 à 1877. Au cours de cette période, les lois fédérales protègent les Afro-Américains affranchis et les quelques Noirs déjà libres avant la guerre de Sécession comme le Quatorzième amendement de la Constitution des États-Unis de 1868, accordant la citoyenneté à toute personne née ou naturalisée aux États-Unis et interdisant toute restriction à ce droit, et le Quinzième amendement de la Constitution des États-Unis, de 1870, garantissant le droit de vote à tous les citoyens des États-Unis. Dans les années 1870, le parti démocrate regagne du pouvoir dans les États du Sud, utilisant des milices terroristes comme la White League ou le Ku Klux Klan pour empêcher l'organisation républicaine et empêcher les Noirs de voter.

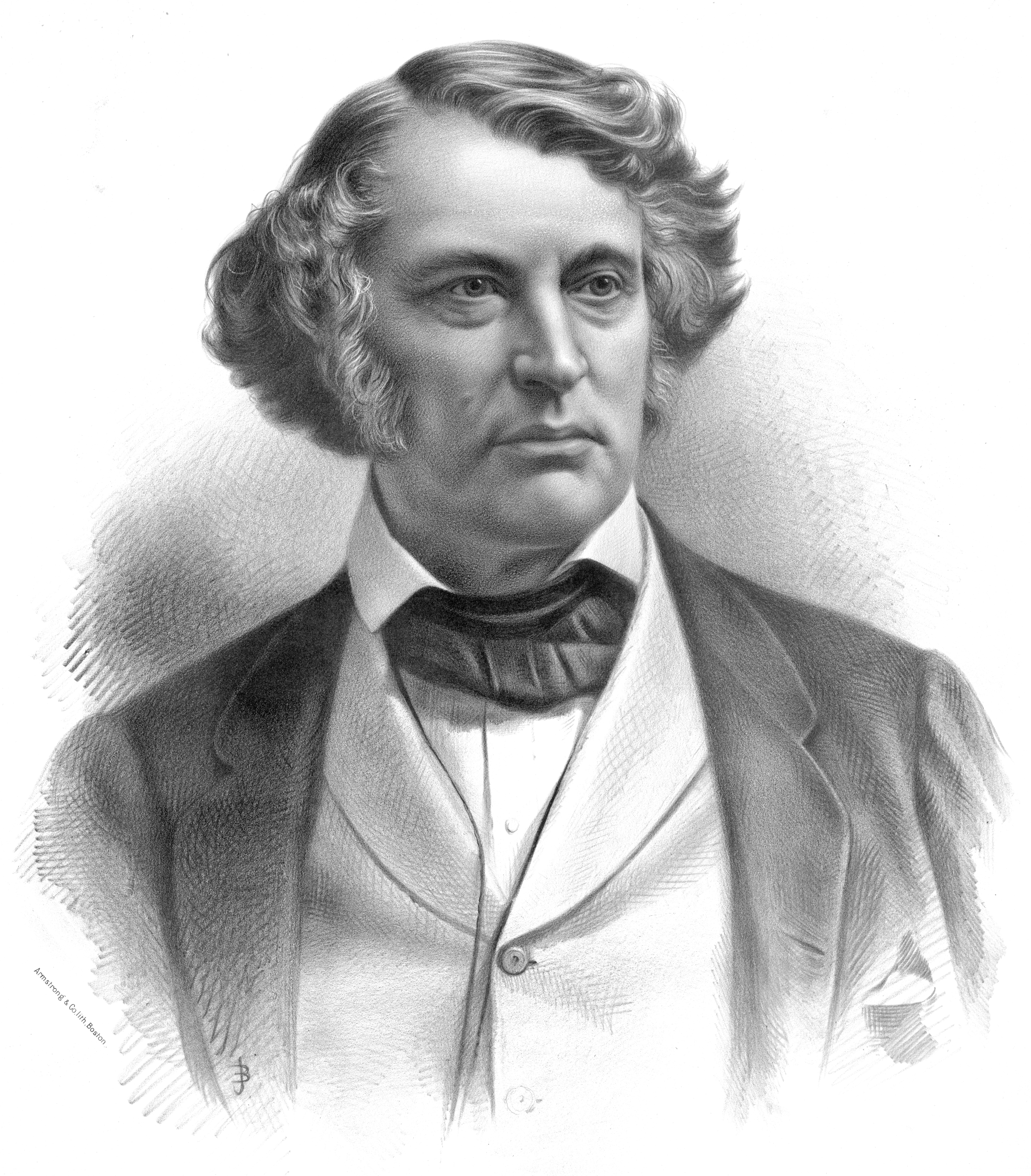
Portrait de Charles Sumner.

Le Civil Rights Act de 1875, présenté au Congrès par Charles Sumner et promulgué par le Président Ulysses Grant le 1er mars 1875, garantit que toute personne, sans distinction d'ethnicité, de couleur de peau ou de passé d'esclave, doit avoir accès au même traitement dans les infrastructures recevant du public comme les hôtels, les moyens de transport, les théâtres et les autres lieux de divertissement. En 1883, la Cour Suprême rend un arrêt déclarant inconstitutionnel le Civil Rights Act, estimant qu'aucune loi ne peut contrôler des personnes et entreprises privées,,.
Avec le compromis de 1877, le gouvernement retire les dernières troupes fédérales du Sud du pays. Les démocrates blancs dits « Redeemers » ont, à ce stade, repris le pouvoir de tous les états du Sud du pays. Ils mettent en place la ségrégation raciale sous forme des lois Jim Crow. Les personnes noires sont parfois élues à l'échelle locale dans les années 1880, mais leur vote est annulé pour les élections étatiques et nationales. Les démocrates font voter de nouveaux critères d'éligibilité au vote, qui empêchent la participation de la majorité des personnes noires et de beaucoup de blancs pauvres,. De 1890 à 1910, dix des onze anciens états confédérés empêchent le vote noir quasi parfaitement en instaurant des critères de taxes, d'éducation et de comptabilité,.

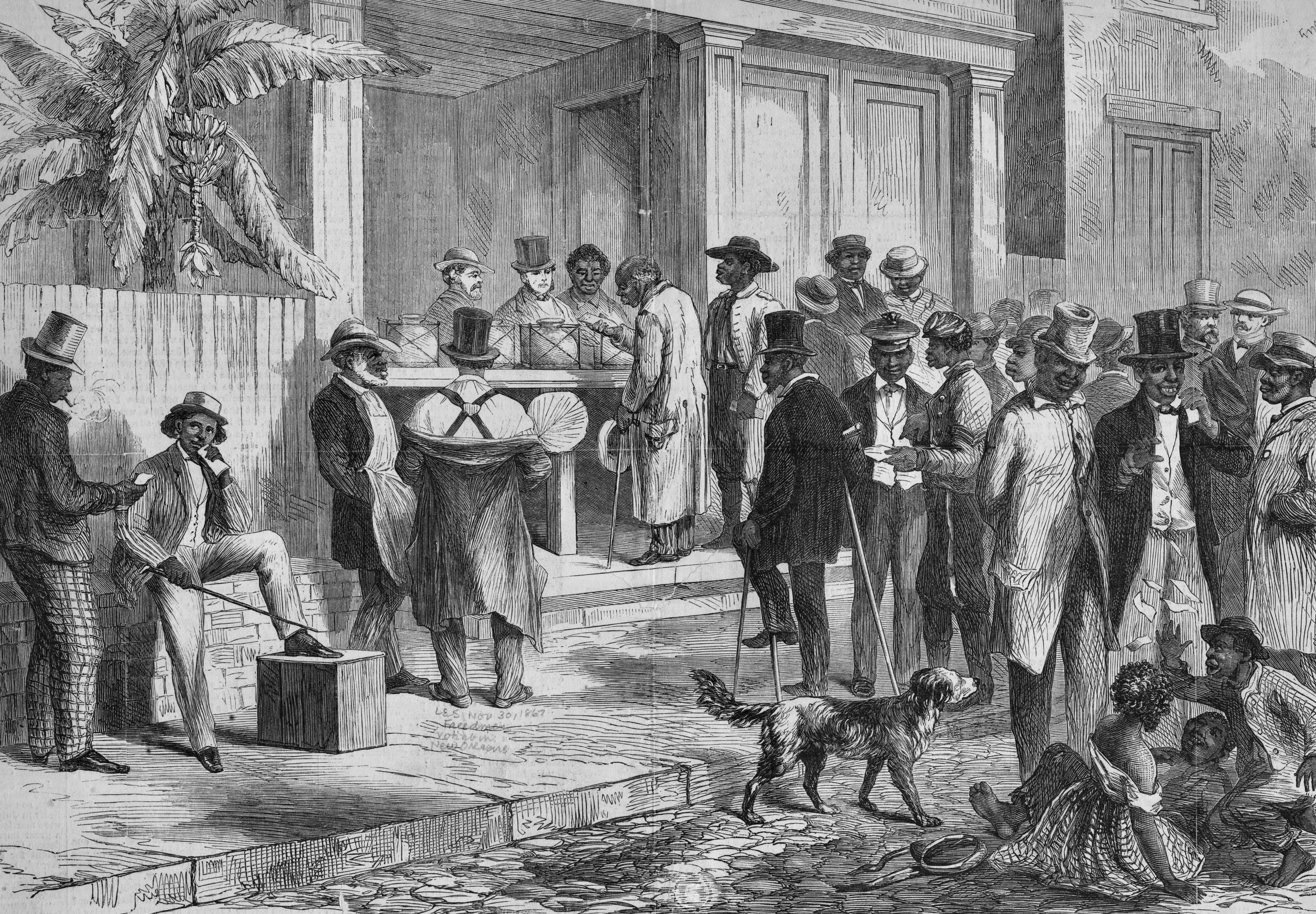
Des affranchis votent à La Nouvelle-Orléans, 1867.

En Louisiane en 1910, moins de 0,5 % des hommes noirs ont le droit de vote, soit seulement 730 hommes ; dix ans plus tôt, le nombre déjà réduit était de 5 320 votants noirs. En Caroline du Nord, il ne reste aucun homme noir pouvant voter entre 1896 et 1904. La classe moyenne noire disparaît en une décennie d'interdiction de vote. En Alabama, les législateurs promettent que les lois ne toucheront pas les Blancs pauvres : des dizaines de milliers d'entre eux perdent quand même leur droit de vote. Sans droit de vote, les personnes noires ne peuvent pas être jurées, ni se présenter aux élections locales. Elles disparaissent de la vie politique. Si les politiques de la Reconstruction ont permis de faire ouvrir des écoles publiques, les écoles noires sont beaucoup moins bien financées que les écoles blanches, elles-mêmes en difficulté en raison de l'effondrement du prix du coton. Jusqu'en 1900, les quelques bibliothèques ouvertes aux personnes noires sont celles de leurs écoles. Si au début du vingtième siècle, de premières bibliothèques ouvrent, elles n'ont que des livres d'occasion et restent rares,,.

### Essor des lois Jim Crow et premières oppositions
Pendant l'ère progressiste, des années 1890 aux années 1920, la ségrégation entre dans les mœurs : même là où il n'y a pas de lois Jim Crow, il est rare de voir Noirs et Blancs se mélanger. La raison la plus communément invoquée est qu'en raison du racisme blanc, il serait négatif pour les personnes noires de devoir être méprisées dans la société blanche et qu'il vaut donc mieux que les Noirs restent avec des personnes qui les voient comme égales.

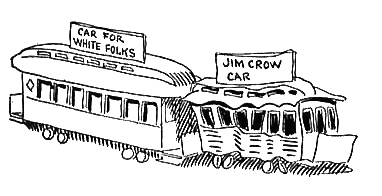
Caricature de 1904 représentant un wagon pour blancs et un wagon « Jim Crow ».

En 1890, la Louisiane fait passer une loi requérant des wagons différents pour les passagers blancs, noirs et « de couleur » (généralement métis) sur les chemins de fer. La loi exprime déjà que les Noirs et Blancs ne peuvent pas prendre le train ensemble, mais le nouveau texte précise que les personnes de couleur ne peuvent pas non plus partager le wagon des Blancs. Le militant Homer Plessy, dont un arrière-grand-parent est Noir et qui a la peau claire, prend le train des personnes blanches et refuse d'en descendre lorsqu'on lui demande son ascendance. Il est arrêté : un comité de militants de la Nouvelle-Orléans fait appel, mais perd contre la Cour Suprême dans le cas Plessy v. Ferguson en 1896, quand la Cour estime que le wagon « séparé mais égal » est constitutionnel. En 1908, une proposition est faite d'appliquer le même système aux tramways de Washington (district de Columbia), mais elle est retoquée par le Congrès.

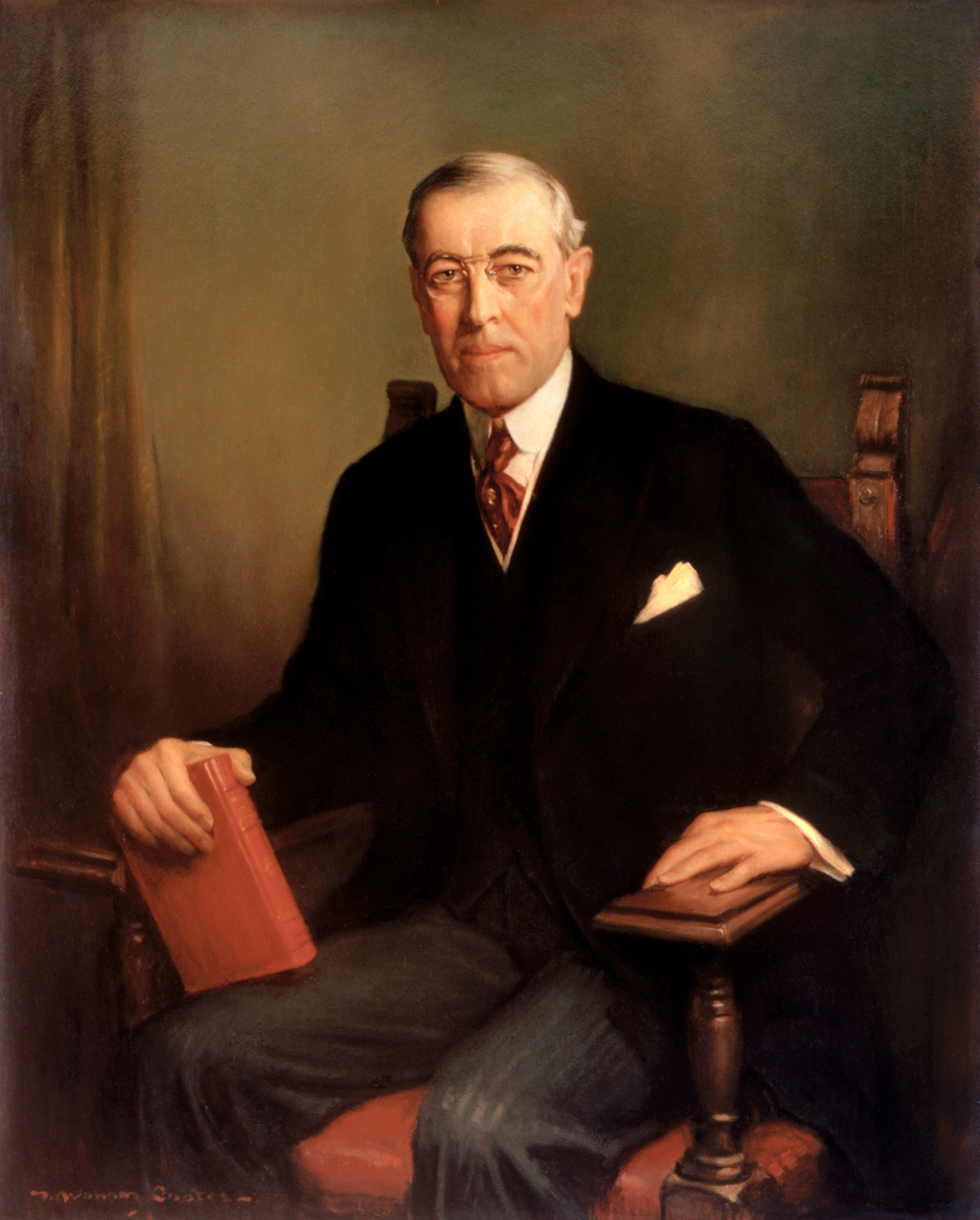
Portrait officiel du président Woodrow Wilson

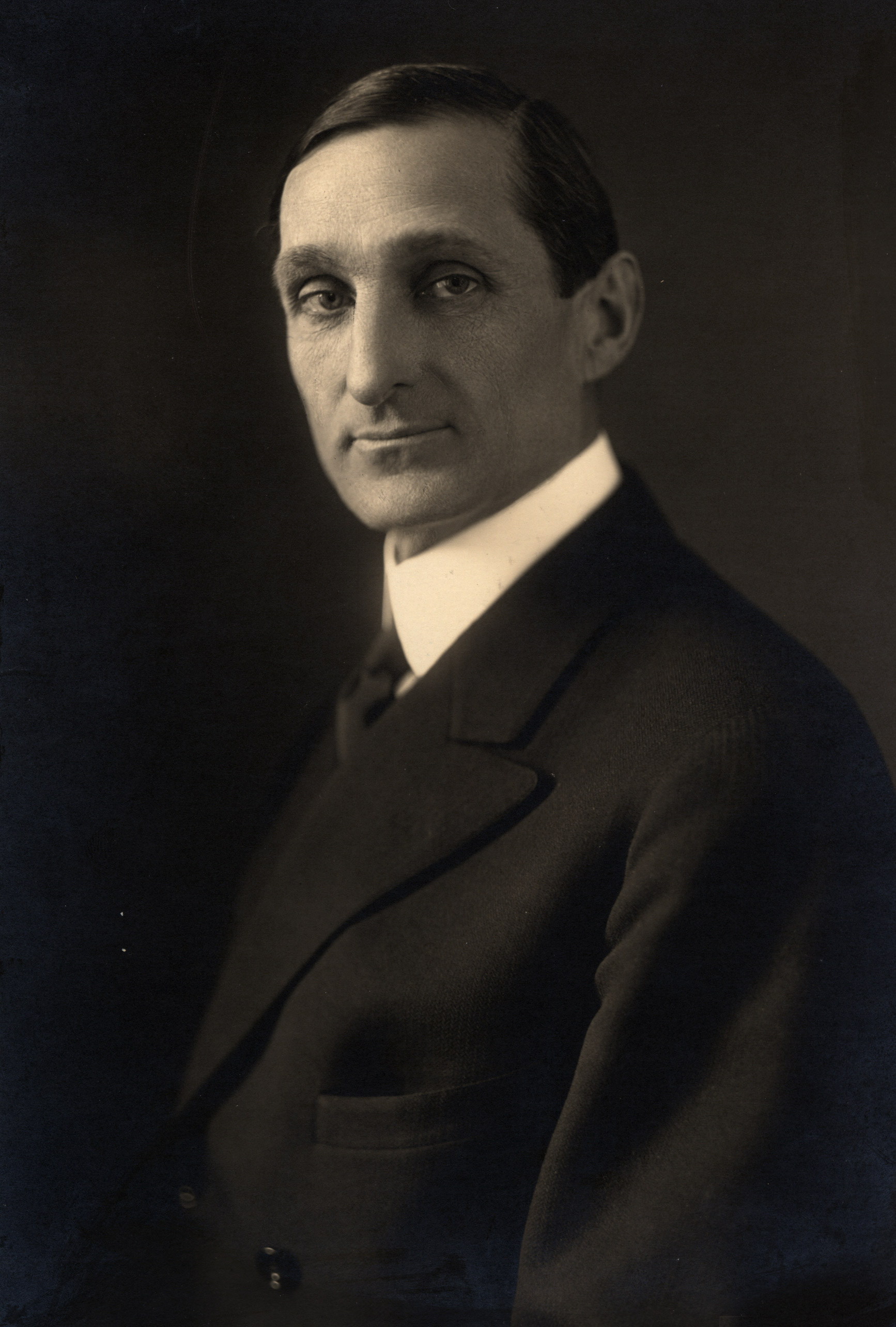
Portrait photographique de William Gibbs McAdoo.

L'élection présidentielle de 1912 nuit fortement aux droits des Afro-Américains. La plupart des Noirs vivent encore dans le sud du pays, où ils ont perdu le droit de vote. Woodrow Wilson, élu président, est le premier président américain né dans le Sud du pays depuis la guerre de Sécession. Son cabinet est essentiellement constitué de sudistes. Certains d'entre eux font rapidement campagne pour des lieux de travail ségrégués, alors que Washington D.C. est intégrée depuis la guerre. En 1913, par exemple William Gibbs McAdoo, le Secrétaire du Trésor des États-Unis, s'oppose à voir des femmes noires et blanches travaillant ensemble au gouvernement. L'administration Wilson installe la ségrégation dans les bureaux gouvernementaux, malgré l'opposition des libéraux blancs et des militants noirs dans le Nord et le Midwest ; le président lui-même affirme que la ségrégation raciale sert les intérêts des Blancs et des Noirs.
De 1910 à 1920, plusieurs villes du Texas interdisent l'installation de Noirs dans de nombreux quartiers. Des lois mènent à la ségrégation des fontaines à eau et des toilettes. Les « personnes de couleur » contre qui la ségrégation opère incluent par ailleurs les Amérindiens, surtout après leur transformation en citoyens via le Indian Citizenship Act de 1924,. Les écoles amérindiennes sont très mal financées, et certains enfants fréquentent par défaut des écoles noires.

### Seconde Guerre mondiale

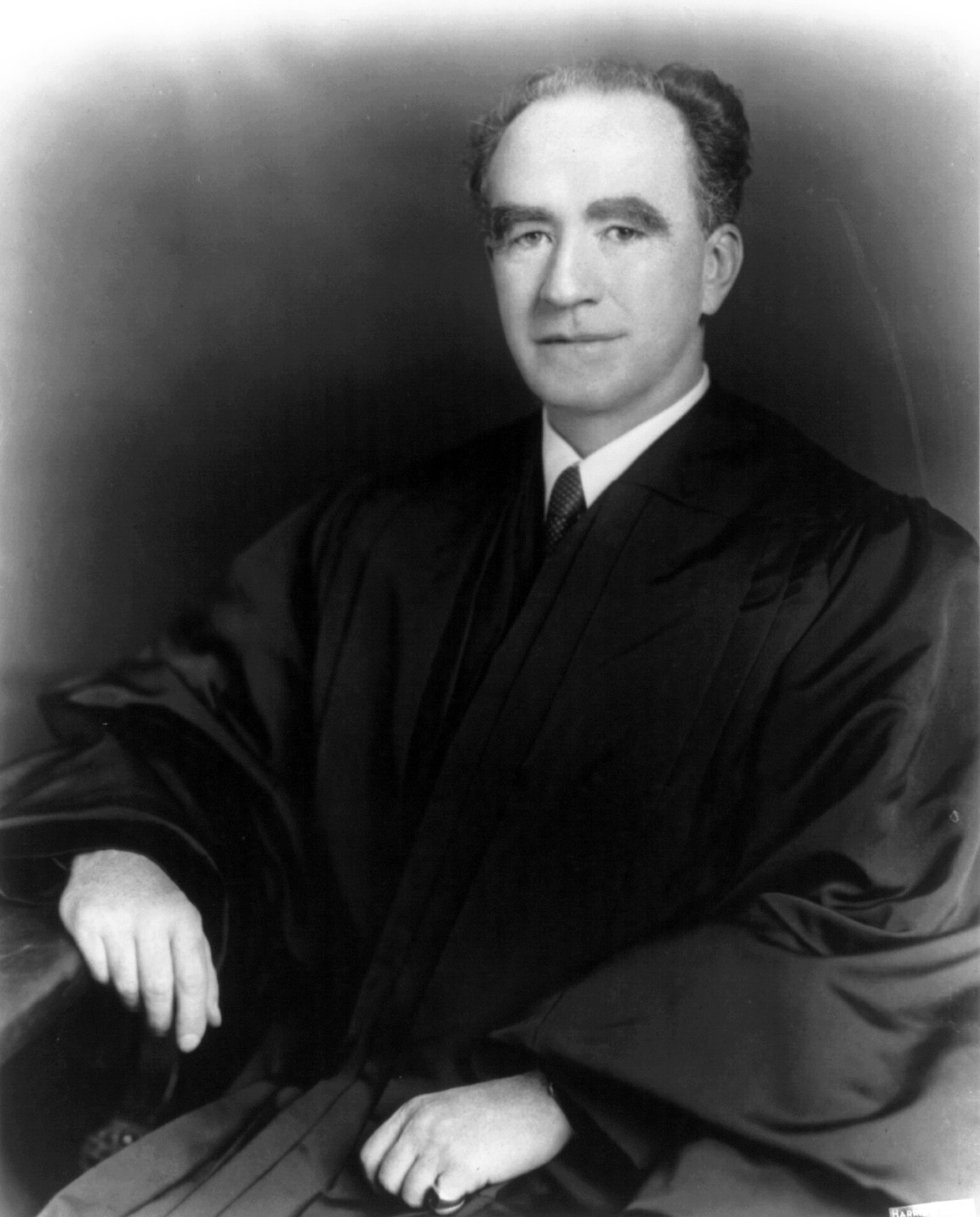
Portrait de William Frank Murphy.

En 1944, William Francis Murphy parle de racisme pour la première fois de l'histoire de la Cour Suprême des États-Unis, dans le cadre du cas Korematsu v. United States. Il estime que le déménagement forcé des Américains d'origine japonaise est raciste.
Dans les années 1930 et 1940, de nombreux boycotts sont organisés par des militants, en particulier par la National Association for the Advancement of Colored People, engagée dès le début du siècle. Les premières manifestations obtiennent des retours positifs. Après la Seconde Guerre mondiale, l'opposition monte contre la ségrégation : les personnes noires estiment avoir gagné le droit à un traitement égal en raison de leur service militaire et de leurs sacrifices. En 1948, le président Harry S. Truman signe la dé-ségrégation de l'armée.

### Déclin et abandon

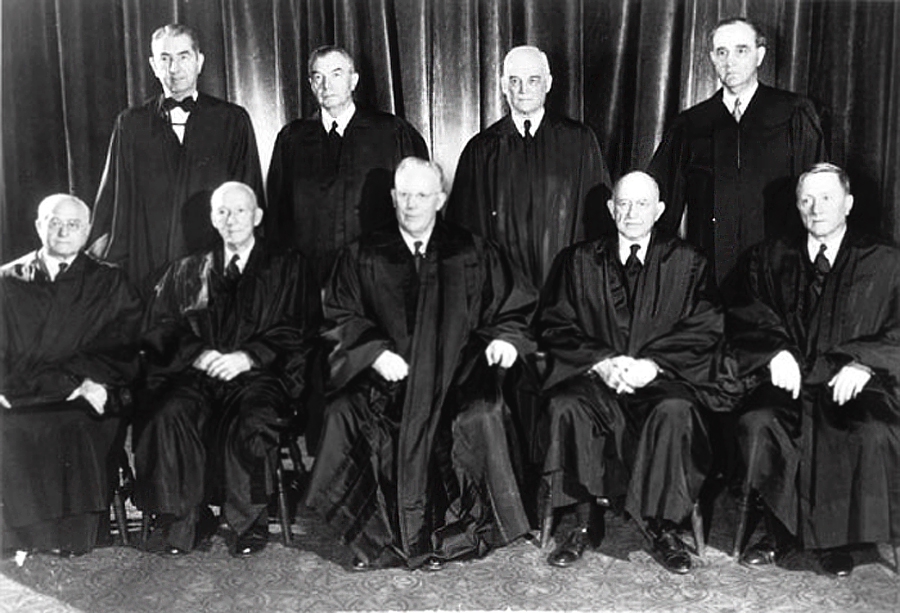
La Cour suprême ayant eu à connaître du cas Brown v. Board of Education (1954).

En 1954, le cas Brown v. Board of Education voit l'annulation dans les seules écoles publiques de l'avis de Plessy v. Ferguson rendu en 1896 par la Cour Suprême. Cette décision est prise sous l'égide du juge nouvellement nommé, Earl Warren,, et à l'unanimité des neuf juges.
En 1955, Rosa Parks refuse d'abandonner son siège de bus à un homme blanc dans la ville de Montgomery (Alabama). Ce n'est pas la première fois que ça arrive : neuf mois plus tôt, Claudette Colvin, une adolescente de quinze ans, en a fait de même. L'acte de Parks est cependant celui choisi pour représenter le mouvement des droits civiques : le boycott des bus de Montgomery dure plus d'un an et se termine par la déségrégation des compagnies de bus privées de la ville.

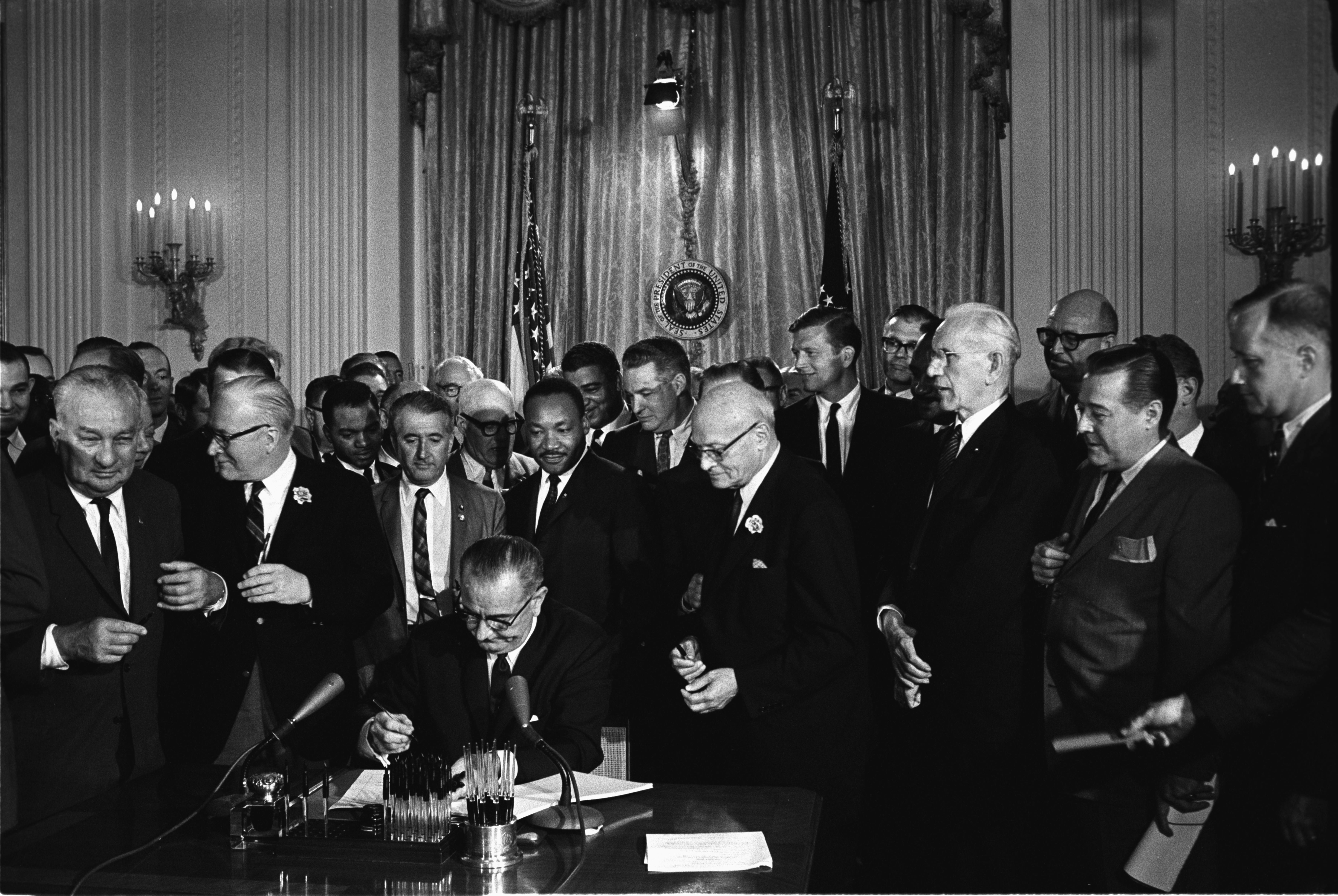
Le président Johnson signe le Civil Rights Act de 1964.

Dans la ligne de son arrêt concernant les écoles publiques, la cour suprême rend le 13 novembre 1956 l'arrêt Browder v. Gayle, qui déclare la ségrégation raciale dans les transports publics inconstitutionnelle.
En janvier 1964, le président Lyndon B. Johnson rencontre des militants pour les droits civiques. Le 8 janvier, pendant son discours sur l'état de l'Union, Johnson rappelle l'importance des droits civiques et de sa rencontre passée. Le 21 juin 1964, les meurtres de la Freedom Summer attirent l'attention nationale et permettent au Congrès de faire ratifier le Civil Rights Act de 1964. Le 2 juillet 1964, l'acte est ratifié,. Il interdit la discrimination dans les entreprises, y compris les écoles privées.

## Exemples de lois Jim Crow dans différents États

### Alabama

#### Infirmières
« Aucune personne ou société n'exigera de n'importe quelle infirmière féminine blanche de travailler dans les salles d'hôpitaux, publics ou privés, dans lesquels des Noirs sont placés. »

#### Autobus
« Toutes les stations de cet État, quelle que soit la compagnie de transport, devront avoir des salles d'attente et des guichets séparés pour les blancs et pour les personnes de couleur. »

#### Transports ferroviaires
« Les contrôleurs de train de voyageurs doivent assigner à chaque passager le wagon ou le compartiment qui lui est destiné selon sa couleur. »

#### Restaurants
« Tout restaurant ou tout autre endroit où est servi de la nourriture sera illégal s'il ne prévoit pas des salles distinctes pour les personnes blanches et de couleur, à moins que celles-ci ne soient efficacement séparées par une cloison pleine s'étendant du plancher vers le haut à une distance minimale de sept pieds et à moins qu'une entrée séparée soit prévue. »

### Floride

#### Mariage
« Tout mariage entre une personne blanche et une personne noire ou entre une personne blanche et une personne d'ascendance noire à la quatrième génération est interdit. »

#### Cohabitation
« Tout Noir et toute femme blanche, ou tout homme blanc et toute femme noire qui ne sont pas mariés et qui vivent habituellement ensemble ou occupent la même chambre la même nuit sont punissables d'un emprisonnement ne pouvant dépasser 12 mois ou d'une amende maximale de 500 dollars. »

#### Éducation
« Les écoles pour enfants blancs et pour enfants noirs devront être séparées. »

#### Promotion de l'égalité
« Toute personne qui sera reconnue coupable de l'impression, de l'édition ou de la circulation de tracts ou pétitions recommandant ou présentant au public des informations, des arguments ou des suggestions en faveur de l'égalité sociale ou en faveur du mariage entre Blancs et Noirs, sera coupable d'un délit et risquera jusqu'à 500 dollars d'amende ou 6 mois de prison. »

#### Entrées d'hôpital
« Il sera maintenu par les autorités de chaque hôpital et par l'état, pour le traitement des blancs et des patients de couleur, des entrées séparées pour les blancs et pour les patients et les visiteurs de couleur, et de telles entrées seront employées seulement par la race par laquelle elles doivent être employées. »

#### Prison
« Le directeur veillera à ce que les condamnés blancs aient des lieux séparés pour dormir et pour manger de ceux des condamnés noirs. »

## Pour approfondir

#### Essais
- (en-GB) John Briggs, The history of Jim Crow, Londres, Oxford University, 1839, 347 p. (lire en ligne),
- (en-US) C. Vann Woodward & William S. McFeely, The Strange Career of Jim Crow, Oxford University Press, USA, février 1955, rééd. 2002, 245 p. (ISBN 978-0-19-514690-5, lire en ligne)
- (en-US) Frank Brown Latham, The Rise and Fall of Jim Crow, 1865-1964,, Franklin Watts, 1er juin 1969, 80 p. (ISBN 978-0-531-01011-2, lire en ligne)
- (en-US) Leonard A. Stevens, Equal! : The Case of Integration Vs. Jim Crow, Coward, McCann & Geoghegan, 1976, 168 p. (ISBN 978-0-698-30597-7, lire en ligne)
- (en-US) Wyn Craig Wade, The Fiery Cross : The Ku Klux Klan in America, Oxford University Press, 1988, réed. 1998, 532 p. (ISBN 978-0-19-512357-9, lire en ligne)
- (en-US) Fred J. Cook, The Ku Klux Klan : America's recurring nightmare, Englewood Cliffs, 1989, 168 p. (ISBN 978-0-671-68421-1, lire en ligne)
- (en-US) Stetson Kennedy, Jim Crow Guide : The Way It Was, University Press of Florida, 1er février 1990, 244 p. (ISBN 978-0-8130-0987-2, lire en ligne)
- (en-US) Edward L. Ayers, The Promise of the New South : Life After Reconstruction, Oxford University Press, USA, 17 septembre 1992, 600 p. (ISBN 978-0-19-503756-2, lire en ligne)
- (en-US) Glenda Elizabeth Gilmore, Gender and Jim Crow : Women and the Politics of White Supremacy in North Carolina, 1896-1920, University of North Carolina Press, 23 septembre 1996, 414 p. (ISBN 978-0-8078-4596-7)
- (en-US) R. Kent Rasmussen, Farewell to Jim Crow : The Rise and Fall of Segregation in America, Facts on File, 1er juin 1997, 184 p. (ISBN 978-0-8160-3248-8, lire en ligne)
- (en-US) Christopher Collier et James Lincoln Collier, Reconstruction and the Rise of Jim Crow : 1864-1896, Cavendish Square Publishing, 1 septembre 1997, rééd. 1 janvier 2000, 104 p. (ISBN 978-0-7614-0819-2, lire en ligne)
- (en-US) Glenn Feldman, Politics, Society, and the Klan in Alabama, 1915-1949, University Alabama Press, 24 septembre 1999, 472 p. (ISBN 978-0-8173-0984-8, lire en ligne)
- (en-US) Jane Dailey, Glenda Elizabeth Gilmore & Bryant Simon, Jumpin' Jim Crow : Southern Politics from Civil War to Civil Rights, Princeton University Press, 15 novembre 2000, 280 p. (ISBN 978-0-691-00192-0)
- (en-US) David K. Fremon, The Jim Crow Laws and Racism, Enslow Publishers, 31 décembre 2000, 136 p. (ISBN 978-0-7660-1297-4, lire en ligne)
- (en-US) Jerrold M. Packard, American Nightmare : The History of Jim Crow, St. Martin's Press, 12 février 2002, 312 p. (ISBN 978-0-312-26122-1, lire en ligne)
- (en-US) J. Douglas Smith, Managing White Supremacy : Race, Politics, and Citizenship in Jim Crow Virginia, University of North Carolina Press, 9 décembre 2002, 384 p. (ISBN 978-0-8078-5424-2, lire en ligne)
- (en-US) Harvey Fireside, Separate and Unequal : Homer Plessy and the Supreme Court Decision that Legalized Racism, Carroll & Graf, Basic Books, 10 décembre 2003, rééd. 10 janvier 2005, 428 p. (ISBN 978-0-7867-1490-2, lire en ligne)
- (en-US) Anne Wallace Sharp, A Dream Deferred : The Jim Crow Era, Lucent Books, 15 juillet 2005, 120 p. (ISBN 978-1-59018-700-5, lire en ligne)
- (en-US) Nikki L.M. Brown & Barry M. Stentiford, The Jim Crow Encyclopedia en 2 Volumes, Greenwood, 1 janvier 2008, rééd. 1 octobre 2008, 951 p. (ISBN 978-0-313-34181-6, lire en ligne)
- (en-US) Stephanie Cole et Natalie J. Ring, The Folly of Jim Crow : Rethinking the Segregated South, Texas A&M University Press, 3 avril 2012, 256 p. (ISBN 978-1-60344-582-5, lire en ligne)

#### Articles anglophones

##### Années 1900-1949
- « Carriers. Contributory Negligence. "Jim Crow Cars" », The Virginia Law Register, vol. 9, no 9,‎ janvier 1904, p. 827 (1 page) (lire en ligne ),
- Gilbert Thomas Stephenson, « The Separation of The Races in Public Conveyances », The American Political Science Review,, vol. 3, no 2,‎ mai 1909, p. 180-204 (25 pages) (lire en ligne ),
- « "Jim Crow" Cars », The Virginia Law Register, vol. 17, no 5,‎ septembre 1911, p. 409-410 (2 pages) (lire en ligne ),
- « Jim Crow Act Upheld », The Virginia Law Register, vol. 19, no 6,‎ octobre 1913, p. 475 (1 page) (lire en ligne ),
- « Constitutional Law. Privileges, Immunities, and Class Legislation. Personal Discrimination: Jim Crow Statutes », Harvard Law Review, vol. 28, no 4,‎ février 1915, p. 425 (1 page) (lire en ligne ),
- « Constitutional Law. Validity of State "Jim Crow" Laws under the Commerce Clause », Virginia Law Review, vol. 32, no 5,‎ août 1946, p. 1064-1065 (2 pages) (lire en ligne ),
- Hugh H. Smythe, « The Concept "Jim Crow" », Social Forces, vol. 27, no 1,‎ octobre 1948, p. 45-48 (4 pages) (lire en ligne ),
- Stanley J. Folmsbee, « The Origin of the First "Jim Crow" Law », The Journal of Southern History, vol. 15, no 2,‎ mai 1949, p. 235-247 (13 pages) (lire en ligne ),

##### Années 1950-1969
- L. C. Green, « The Legality of 'Jim Crow' Regulations », The International Law Quarterly, vol. 3, no 4,‎ octobre 1950, p. 590-596 (7 pages) (lire en ligne )
- Anne Grimes, « Possible Relationship between "Jump Jim Crow" and Shaker Songs », Midwest Folklore, vol. 3, no 1,‎ printemps 1953, p. 47-57 (11 pages) (lire en ligne ),
- Louis Ruchames, « Jim Crow Railroads in Massachusetts », American Quarterly, vol. 8, no 1,‎ printemps 1956, p. 61-75 (15 pages) (lire en ligne ),
- Charles C. Moskos Jr., « Has the Army Killed Jim Crow », Negro History Bulletin, vol. 21, no 2,‎ novembre 1957, p. 27-29 (3 pages) (lire en ligne ),
- James H. Brewer, « The War against Jim Crow in the Land of Goshen », Negro History Bulletin, vol. 24, no 3,‎ décembre 1960, p. 53-57 (5 pages) (lire en ligne ),
- Charles E. Wynes, « The Evolution of Jim Crow Laws in Twentieth Century Virginia », Phylon, vol. 28, no 4,‎ octobre - décembre 1967, p. 416-425 (10 pages) (lire en ligne )
- Nathan Hare, « The Passing of the Jim Crow Vigilantes », Negro History Bulletin, vol. 24, no 8,‎ mai 1961, p. 181-182, 184 (3 pages) (lire en ligne ),
- Larry Cuban, « Jim Crow History », Negro History Bulletin, vol. 25, no 4,‎ janvier 1962, p. 84-86 (3 pages) (lire en ligne ),
- H. E. Cox, « Jim Crow in the City of Brotherly Love; The Segregation of Philadelphia Horse Cars », Negro History Bulletin, vol. 26, no 3,‎ décembre 1962, p. 119-123 (5 pages) (lire en ligne ),
- Elliott M. Rudwick, « Oscar De Priest and the Jim Crow Restaurant in the U. S. House of Representatives », The Journal of Negro Education, vol. 35, no 1,‎ hiver 1966, p. 77-82 (6 pages) (lire en ligne ),
- Charles E. Wynes, « The Evolution of Jim Crow Laws in Twentieth Century Virginia », Phylon, vol. 28, no 4,‎ octobre - décembre 1967, p. 416-425 (10 pages) (lire en ligne ),
- August Meier et Elliott Rudwick, « The Boycott Movement Against Jim Crow Streetcars in the South, 1900-1906 », The Journal of American History, vol. 55, no 4,‎ mars 1969, p. 756-775 (20 pages) (lire en ligne ),
- Arthur O. White, « The Black Movement Against Jim Crow Education in Lockport, New York 1835 - 1876 », New York History, vol. 50, no 3,‎ juillet 1969, p. 264-282 (19 pages) (lire en ligne ),
- Arthur O. White, « The Black Movement against Jim Crow Education in Buffalo, New York, 1800-1900 », Phylon, vol. 30, no 4,‎ octobre - décembre 1969, p. 375-393 (19 pages) (lire en ligne ),
- James H. Dorman, « The Strange Career of Jim Crow Rice (With Apologies to Professor Woodward) », Journal of Social History, vol. 3, no 2,‎ hiver 1969-1970, p. 109-122 (14 pages) (lire en ligne ),
- August Meier et Elliott Rudwick, « Negro Boycotts of Jim Crow Streetcars in Tennessee », American Quarterly, vol. 21, no 4,‎ hiver 1969, p. 755-763 (9 pages) (lire en ligne ),

##### Années 1970-1979
- Alan W. C. Green, « "Jim Crow," "Zip Coon": The Northern Origins of Negro Minstrelsy », The Massachusetts Review, vol. 11, no 2,‎ printemps 1970, p. 385-397 (13 pages) (lire en ligne ),
- Richard D. Chesteen, « Bibliographical Essay: The Legal Validity of Jim Crow », The Journal of Negro History, vol. 56, no 4,‎ octobre 1971, p. 284-293 (10 pages) (lire en ligne ),
- Nell Painter, « Jim Crow at Harvard: 1923 », The New England Quarterly, vol. 44, no 4,‎ décembre 1971, p. 627-634 (8 pages) (lire en ligne ),
- Michael S. Holmes, « The Blue Eagle as "Jim Crow Bird": The NRA and Georgia's Black Workers », The Journal of Negro History, vol. 57, no 3,‎ juillet 1972, p. 276-283 (8 pages) (lire en ligne ),
- Daniel W. Crofts, « The Warner-Foraker Amendment to the Hepburn Bill: Friend or Foe of Jim Crow? », The Journal of Southern History, vol. 39, no 3,‎ août 1973, p. 341-358 (18 pages) (lire en ligne ),
- Thomas E. Hachey, « Jim Crow with a British Accent: Attitudes of London Government Officials Toward American Negro Soldiers in England During World War II », The Journal of Negro History, vol. 59, no 1,‎ janvier 1974, p. 65-77 (13 pages) (lire en ligne ),
- Bruce A. Glasrud, « Jim Crow's Emergence in Texas », American Studies, vol. 15, no 1,‎ printemps 1974, p. 47-60 (14 pages) (lire en ligne ),
- William J. Wilson, « Class Conflict and Jim Crow Segregation in the Postbellum South », The Pacific Sociological Review, vol. 19, no 4,‎ octobre 1976, p. 431-446 (16 pages) (lire en ligne ),
- George A. Levesque, « Before Integration: The Forgotten Years of Jim Crow Education in Boston », The Journal of Negro Education, vol. 48, no 2,‎ printemps 1979, p. 113-125 (13 pages) (lire en ligne ),

##### Années 1980-1989
- David W. Southern, « Beyond Jim Crow Liberalism: Judge Waring's Fight Against Segregation in South Carolina, 1942-52 », The Journal of Negro History, vol. 66, no 3,‎ automne 1981, p. 209-227 (19 pages) (lire en ligne ),
- Benno C. Schmidt, Jr., « Principle and Prejudice: The Supreme Court and Race in the Progressive Era. Part 1: The Heyday of Jim Crow », Columbia Law Review, vol. 82, no 3,‎ avril 1982, p. 444-524 (81 pages) (lire en ligne ),
- Stephen J. Riegel, « The Persistent Career of Jim Crow: Lower Federal Courts and the "Separate but Equal" Doctrine, 1865-1896 », The American Journal of Legal History, vol. 28, no 1,‎ janvier 1984, p. 17-40 (24 pages) (lire en ligne ),
- Jennifer Roback, « Southern Labor Law in the Jim Crow Era: Exploitative or Competitive? », The University of Chicago Law Review, vol. 51, no 4,‎ automne 1984, p. 1161-1192 (32 pages) (lire en ligne ),
- Michael S. Mayer, « Washington Bids Farewell to Jim Crow », Australasian Journal of American Studies, vol. 24, no 2,‎ décembre 1985, p. 1-20 (20 pages) (lire en ligne ),
- E. H. Beardsley, « Good Bye to Jim Crow : The Desegregation of  Southern Hospitals, 1945-70 », Bulletin of the History of Medicine, vol. 60, no 3,‎ 1986, p. 367-386 (20 pages) (lire en ligne ),
- Walter E. Campbell, « Profit, Prejudice, and Protest: Utility Competition and the Generation of Jim Crow Streetcars in Savannah, 1905-1907 », The Georgia Historical Quarterly, vol. 70, no 2,‎ été 1986, p. 197-231 (35 pages) (lire en ligne ),
- Robert J. Norrell, « Caste in Steel: Jim Crow Careers in Birmingham, Alabama », The Journal of American History, vol. 73, no 3,‎ décembre 1986, p. 669-694 (26 pages) (lire en ligne ),
- Orlan J. Svingen, « Jim Crow, Indian Style », American Indian Quarterly, vol. 11, no 4,‎ automne 1987, p. 275-286 (12 pages) (lire en ligne ),
- Donald Spivey, « 'End Jim Crow in Sports': The Protest at New York University, 1940-1941 », Journal of Sport History, vol. 15, no 3,‎ hiver 1988, p. 282-303 (22 pages) (lire en ligne ),
- Howard N. Rabinowitz, « More Than the Woodward Thesis: Assessing the Strange Career of Jim Crow », The Journal of American History, vol. 75, no 3,‎ décembre 1988, p. 842-856 (15 pages) (lire en ligne ),
- Steven J. Diner, « From Jim Crow to Home Rule », The Wilson Quarterly, vol. 13, no 1,‎ janvier 1989, p. 90-101 (12 pages) (lire en ligne ),
- John William Graves, « Jim Crow in Arkansas: A Reconsideration of Urban Race Relations in the Post-Reconstruction South », The Journal of Southern History, vol. 55, no 3,‎ août 1989, p. 421-448 (28 pages) (lire en ligne ),

##### Années 1990-1999
- Jeanette Wolfley, « Jim Crow, Indian Style: The Disenfranchisement of Native Americans », American Indian Law Review, vol. 16, no 1,‎ 1991, p. 167-202 (36 pages) (lire en ligne ),
- Glenda Elizabeth Gilmore, « Gender and Jim Crow: Sarah Dudley Pettey's Vision of the New South », The North Carolina Historical Review, vol. 68, no 3,‎ juillet 1991, p. 261-285 (25 pages) (lire en ligne ),
- Terrence M. Cole, « Jim Crow in Alaska: The Passage of the Alaska Equal Rights Act of 1945 », Western Historical Quarterly, vol. 23, no 4,‎ novembre 1992, p. 429-449 (22 pages) (lire en ligne ),
- Randal M. Jelks, « Making Opportunity: The Struggle against Jim Crow in Grand Rapids, Michigan, 1890-1927 », Michigan Historical Review, vol. 19, no 2,‎ 1993, p. 23-48 (26 pages) (lire en ligne ),
- Robin D. G. Kelley, « "We Are Not What We Seem": Rethinking Black Working-Class Opposition in the Jim Crow South », The Journal of American History, vol. 80, no 1,‎ juin 1993, The Journal of American History (lire en ligne ),
- George L. Garrigues, « National Merit Scholarships: A Major Dash of Jim Crow », The Journal of Blacks in Higher Education, no 3,‎ printemps 1994, p. 60-64 (5 pages) (lire en ligne ),
- Gary R. Mormino, « Gi Joe Meets Jim Crow: Racial Violence and Reform in World War II Florida », The Florida Historical Quarterly, vol. 73, no 1,‎ juillet 1994, p. 23-42 (20 pages) (lire en ligne ),
- Richard A. Epstein, « Caste and the Civil Rights Laws: From Jim Crow to Same-Sex Marriages », Michigan Law Review, vol. 92, no 8,‎ août 1994, p. 2456-2478 (23 pages) (lire en ligne ),
- John B. Alberts, « Black Catholic Schools: The Josephite Parishes of New Orleans during the Jim Crow Era », U.S. Catholic Historian, vol. 12, no 1,‎ hiver 1994, p. 77-98 (22 pages) (lire en ligne ),
- David Wright et David Zoby, « Ignoring Jim Crow: The Turbulent Appointment of Richard Etheridge and the Pea Island Lifesavers », The Journal of Negro History, vol. 80, no 2,‎ printemps 1995, p. 66-80 (15 pages) (lire en ligne ),
- Larry J. Griffin et Robert R. Korstad, « Class as Race and Gender: Making and Breaking a Labor Union in the Jim Crow South », Social Science History, vol. 19, no 4,‎ hiver 1995, p. 425-454 (30 pages) (lire en ligne ),
- Joseph R. Palmore, « The Not-So-Strange Career of Interstate Jim Crow: Race, Transportation, and the Dormant Commerce Clause, 1878-1946 », Virginia Law Review, vol. 83, no 8,‎ novembre 1997, p. 1773-1817 (45 pages) (lire en ligne ),
- Dennis Halcoussis et Anton D. Lowenberg, « Local Public Goods and Jim Crow », Journal of Institutional and Theoretical Economics, vol. 154, no 4,‎ décembre 1998, p. 599-621 (23 pages) (lire en ligne ),
- Kenneth W. Mack, « Law, Society, Identity, and the Making of the Jim Crow South: Travel and Segregation on Tennessee Railroads, 1875-1905 », Law & Social Inquiry, vol. 24, no 2,‎ printemps 1999, p. 377-409 (33 pages) (lire en ligne ),
- Elizabeth Abel, « Bathroom Doors and Drinking Fountains: Jim Crow's Racial Symbolic », Critical Inquiry, vol. 25, no 3,‎ printemps 1999, p. 435-481 (47 pages) (lire en ligne ),
- Judith L. Sensibar, « Writing Loss in a Racialized Culture: William Faulkner's Jim Crow Childhood », The Journal of Aesthetic Education, vol. 33, no 1,‎ printemps 1999, p. 55-61 (7 pages) (lire en ligne ),
- Mark S. Foster, « In the Face of "Jim Crow": Prosperous Blacks and Vacations, Travel and Outdoor Leisure, 1890-1945 », The Journal of Negro History, vol. 84, no 2,‎ printemps 1999, p. 130-149 (20 pages) (lire en ligne ),
- Charles H. Martin, « The Rise and Fall of Jim Crow in Southern College Sports: The Case of the Atlantic Coast Conference », The North Carolina Historical Review, vol. 76, no 3,‎ juillet 1999, p. 253-284 (32 pages) (lire en ligne ),
- Thomas Borstelmann, « Jim Crow's Coming Out: Race Relations and American Foreign Policy in the Truman Years », Presidential Studies Quarterly, vol. 29, no 3,‎ septembre 1999, p. 549-569 (21 pages) (lire en ligne ),

##### Années 2000-2009
- Michele Wallace, « Uncle Tom's Cabin: Before and after the Jim Crow Era », TDR, vol. 44, no 1,‎ printemps 2000, p. 136-156 (21 pages) (lire en ligne ),
- Jerah Johnson, « Jim Crow Laws of the 1890s and the Origins of New Orleans Jazz: Correction of an Error », Popular Music, vol. 19, no 2,‎ avril 2000, p. 243-251 (9 pages) (lire en ligne ),
- Adam Fairclough, « "Being in the Field of Education and also Being a Negro...Seems...Tragic": Black Teachers in the Jim Crow South », The Journal of American History, vol. 87, no 1,‎ juin 2000, p. 65-91 (27 pages) (lire en ligne ),
- Gordon H. Shufelt, « Jim Crow among Strangers: The Growth of Baltimore's Little Italy and Maryland's Disfranchisement Campaigns », Journal of American Ethnic History, vol. 19, no 4,‎ été 2000, p. 49-78 (30 pages) (lire en ligne ),
- Brian Kelly, « Labor, Race, and the Search for a Central Theme in the History of the Jim Crow South », Irish Journal of American Studies, vol. 10,‎ 2001, p. 55-73 (19 pages) (lire en ligne ),
- Sarah-Jane (Saje) Mathieu, « North of the Colour Line: Sleeping Car Porters and the Battle against Jim Crow on Canadian Rails, 1880-1920 », Labour / Le Travail, vol. 47,‎ printemps 2001, p. 9-41 (33 pages) (lire en ligne ),
- Hasan Kwame Jeffries, « Fields of Play: The Mediums through Which Black Athletes Engaged in Sports in Jim Crow Georgia », The Journal of Negro History, vol. 86, no 3,‎ été 2001, p. 264-275 (12 pages) (lire en ligne ),
- Vincent Pérez, « Movies, Marxism, and Jim Crow: Richard Wright's Cultural Criticism », Texas Studies in Literature and Language, vol. 43, no 2,‎ été 2001, p. 142-168 (27 pages) (lire en ligne ),
- Steven J. Hoffman, « Progressive Public Health Administration in the Jim Crow South: A Case Study of Richmond, Virginia, 1907-1920 », Journal of Social History, vol. 35, no 1,‎ automne 2001, p. 175-194 (20 pages) (lire en ligne ),
- Angela Hornsby et Molly P. Rozum, « An Ironic Jim Crow: The Experiences of Two Generations of Southern Black Men », Southern Cultures, vol. 8, no 3,‎ 2002, p. 97-105 (9 pages) (lire en ligne ),
- William S. Osborn, « Curtains for Jim Crow: Law, Race, and the Texas Railroads », The Southwestern Historical Quarterly, vol. 105, no 3,‎ janvier 2002, p. 393-427 (36 pages) (lire en ligne ),
- Brett Williams, « Gentrifying Water And Selling Jim Crow », Urban Anthropology and Studies of Cultural Systems and World Economic Development, vol. 31, no 1,‎ printemps 2002, p. 93-121 (29 pages) (lire en ligne ),
- Werner Troesken, « The Limits of Jim Crow: Race and the Provision of Water and Sewerage Services in American Cities, 1880-1925 », The Journal of Economic History, vol. 62, no 3,‎ septembre 2002, p. 734-772 (39 pages) (lire en ligne ),
- Sean Brawley et Chris Dixon, « Jim Crow Downunder? African American Encounters with White Australia, 1942–1945 », Pacific Historical Review, vol. 71, no 4,‎ novembre 2002, p. 607-632 (26 pages) (lire en ligne ),
- Roberto R. Treviño, « Facing Jim Crow: Catholic Sisters and the "Mexican Problem" in Texas », Western Historical Quarterly, vol. 34, no 2,‎ été 2003, p. 139-164 (26 pages) (lire en ligne ),
- Karen Kruse Thomas, « Dr. Jim Crow: The University of North Carolina, the Regional Medical School for Negroes, and the Desegregation of Southern Medical Education, 1945-1960 », The Journal of African American History, vol. 88, no 3,‎ été 2003, p. 223-244 (22 pages) (lire en ligne ),
- William Alexander Percy, « Jim Crow and Uncle Sam: The Tuskegee Flying Units and the U.S. Army Air Forces in Europe during World War II », The Journal of Military History, vol. 67, no 3,‎ juillet 2003, p. 773-810 (38 pages) (lire en ligne ),
- Steven Hoelscher, « Making Place, Making Race: Performances of Whiteness in the Jim Crow South », Annals of the Association of American Geographers, vol. 93, no 3,‎ septembre 2003, p. 657-686 (30 pages) (lire en ligne ),
- Michele Faith Wallace, « The Good Lynching and "The Birth of a Nation": Discourses and Aesthetics of Jim Crow », Cinema Journal, vol. 43, no 1,‎ automne 2003, p. 85-104 (20 pages) (lire en ligne ),
- Steve Fernandez, « Jim Crow: A Phoenix Rising in Boston—The Trend Toward Separate and Unequal in the Boston Public Schools », Counterpoints, vol. 253,‎ 2004, p. 45-87 (43 pages) (lire en ligne ),
- Tara J. Yosso, Laurence Parker,, Daniel G. Solórzano et Marvin Lynn, « From Jim Crow to Affirmative Action and Back Again: A Critical Race Discussion of Racialized Rationales and Access to Higher Education », Review of Research in Education, vol. 28,‎ 2004, p. 1-25 (25 pages) (lire en ligne ),
- Alexander X. Byrd, « Studying Lynching in the Jim Crow South », OAH Magazine of History, vol. 18, no 2,‎ janvier 2004, p. 31-36 (6 pages) (lire en ligne ),
- Robert Rook, « Race, Water, and Foreign Policy: The Tennessee Valley Authority's Global Agenda Meets "Jim Crow" », Diplomatic History, vol. 28, no 1,‎ janvier 2004, p. 55-81 (27 pages) (lire en ligne ),
- Sarah Gualtieri, « Strange Fruit ? Syrian Immigrants, Extralegal Violence and Racial Formation  in the Jim Crow South », Arab Studies Quarterly, vol. 26, no 3,‎ été 2004, p. 63-85 (23 pages) (lire en ligne ),
- Charles S. Bullock III, M. V. Hood III et Richard Clark, « Punch Cards, Jim Crow, and Al Gore: Explaining Voter Trust in the Electoral System in Georgia, 2000 », State Politics & Policy Quarterly, vol. 5, no 3,‎ 2005, p. 283-294 (12 pages) (lire en ligne ),
- Susan Karina Dickey, « Dominican Sisters Encounter Jim Crow: The Desegregation of a Catholic Hospital in Mississippi », American Catholic Studies, vol. 116, no 1,‎ printemps 2005, p. 43-58 (16 pages) (lire en ligne ),
- Joseph Heathcott, « Black Archipelago: Politics and Civic Life in the Jim Crow City », Journal of Social History, vol. 38, no 3,‎ printemps 2005, p. 705-736 (32 pages) (lire en ligne ),
- A. K. Sandoval-Strausz, « Travelers, Strangers, and Jim Crow: Law, Public Accommodations, and Civil Rights in America », Law and History Review, vol. 23, no 1,‎ printemps 2005, p. 53-94 (42 pages) (lire en ligne ),
- Mary Dilg, « Lessons of Segregation. Lessons from Home: The Education of a White Child in the Jim Crow South », Schools: Studies in Education, vol. 2, no 1,‎ mai 2005, p. 48-64 (17 pages) (lire en ligne ),
- Robert Bauman, « Jim Crow in the Tri-Cities, 1943-1950 », The Pacific Northwest Quarterly, vol. 96, no 3,‎ été 2005, p. 124-131 (8 pages) (lire en ligne ),
- Brett Gadsden, « "He Said He Wouldn't Help Me Get a Jim Crow Bus": The Shifting Terms of the Challenge to Segregated Public Education, 1950-1954 », The Journal of African American History, vol. 90, nos 1/2,‎ hiver 2005, p. 9-28 (20 pages) (lire en ligne ),
- George Ansalone, « Tracking: A Return to Jim Crow », Race, Gender & Class, vol. 13, nos 1/2,‎ 2006, p. 144-153 (10 pages) (lire en ligne ),
- Michael M. Cohen, « Jim Crow’s Drug War », Southern Cultures, vol. 12, no 3,‎ 2006, p. 55-79 (25 pages) (lire en ligne ),
- Earl Wright II et Thomas C. Callhoun, « Jim Crow Sociology », Sociological Focus, vol. 39, no 1,‎ février 2006, p. 1-18 (18 pages) (lire en ligne ),
- Jason M. Colby, « "Banana Growing and Negro Management": Race, Labor, and Jim Crow Colonialism in Guatemala, 1884–1930 », Diplomatic History, vol. 30, no 4,‎ septembre 2006, p. 595-621 (27 pages) (lire en ligne ),
- Rachel D. Godsil, « Race Nuisance: The Politics of Law in the Jim Crow Era », Michigan Law Review, vol. 105, no 3,‎ décembre 2006, p. 505-557 (53 pages) (lire en ligne ),
- Laurence E. Prescott, « Journeying through Jim Crow: Spanish American Travelers in the United States during the Age of Segregation », Latin American Research Review, vol. 42, no 1,‎ 2007, p. 3-28 (26 pages) (lire en ligne ),
- J. E. Smyth, « Jim Crow, Jett Rink, and James Dean: Reconstructing Ferber's Giant (1952-1956) », American Studies, vol. 48, no 3,‎ 2007, p. 5-27 (23 pages) (lire en ligne ),
- Cicero M. Fain III, « Black Response to the Construction of Colored Huntington, West Virginia, during the Jim Crow Era », West Virginia History, vol. 1, no 2,‎ 2007, p. 1-24 (24 pages) (lire en ligne ),
- Bradley J. Gundlach, « “Wicked Caste": B. B. Warfield, Biblical Authority, and Jim Crow », The Journal of Presbyterian History, vol. 85, no 1,‎ printemps - été 2007, p. 28-47 (20 pages) (lire en ligne ),
- David Kenneth Pye, « Complex Relations: An African-American Attorney Navigates Jim Crow Atlanta », The Georgia Historical Quarterly, vol. 91, no 4,‎ hiver 2007, p. 453-477 (25 pages) (lire en ligne ),
- Nan Enstad, « To Know Tobacco : Southern Identity in China in the Jim Crow Era », Southern Cultures, vol. 13, no 4,‎ hiver 2007, p. 6-23 (18 pages) (lire en ligne ),
- Leandra Zarnow, « Braving Jim Crow to Save Willie McGee: Bella Abzug, the Legal Left, and Civil Rights Innovation, 1948-1951 », Law & Social Inquiry, vol. 33, no 4,‎ 2008, p. 1003-1041 (39 pages) (lire en ligne ),
- Spencer Swindler, « A New Jim Crow? », Black History Bulletin, vol. 71, no 1,‎ printemps 2008, p. 5-12 (8 pages) (lire en ligne ),
- Gregg Andrews, « Black Working-Class Political Activism and Biracial Unionism: Galveston Longshoremen in Jim Crow Texas, 1919-1921 », The Journal of Southern History, vol. 74, no 3,‎ août 2008, p. 627-668 (42 pages) (lire en ligne ),
- Keith Mitchell, « Locating the South and Jim Crow Violence in James Baldwin's "Another Country" and William Gardner Smith's "The Last of the Conquerors" », Obsidian, vol. 9, no 2,‎ hiver 2008, p. 26-42 (17 pages) (lire en ligne ),
- Andrea Patterson, « Germs and Jim Crow: The Impact of Microbiology on Public Health Policies in Progressive Era American South », Journal of the History of Biology, vol. 42, no 3,‎ 2009, p. 529-559 (31 pages) (lire en ligne ),
- Stephen A. Berrey, « Resistance Begins at Home: The Black Family and Lessons in Survival and Subversion in Jim Crow Mississippi », Black Women, Gender + Families, vol. 3, no 1,‎ printemps 2009, p. 65-90 (26 pages) (lire en ligne ),
- R. Bentley Anderson, « "Pamphleteering against Prejudice: The Catholic Press Attacks Jim Crow in Twentieth-Century America" », American Catholic Studies, vol. 120, no 2,‎ été 2009, p. 1-26 (26 pages) (lire en ligne ),
- Chris Bray, « "Every Right to be Where She Was": The Legal Reconstruction of Black Self-Defense in Jim Crow Florida », The Florida Historical Quarterly, vol. 87, no 3,‎ hiver 2009, The Florida Historical Quarterly (lire en ligne ),
- Joan Malczewski, « Weak State, Stronger Schools: Northern Philanthropy and Organizational Change in the Jim Crow South », The Journal of Southern History, vol. 75, no 4,‎ novembre 2009, p. 963-1000 (38 pages) (lire en ligne ),

##### Années 2010-2019
- Patrice Preston-Grimes, « Fulfilling the Promise: African American Educators Teach for Democracy in Jim Crow's South », Teacher Education Quarterly, vol. 37, no 1,‎ hiver 2010, p. 35-52 (18 pages) (lire en ligne ),
- Kimberly Krupa, « "So-Called Indians" Stand Up and Fight: How a Jim Crow Suit Thrust a Louisiana School System into the Civil Rights Movement », Louisiana History, vol. 51, no 2,‎ printemps 2010, p. 171-194 (24 pages) (lire en ligne ),
- Michelle Alexander, « The War on Drugs and the New Jim Crow », Race, Poverty & the Environment, vol. 17, no 1,‎ printemps 2010, p. 75-77 (3 pages) (lire en ligne ),
- Amy E. Slaton, « Engineering Segregation: The University of Maryland in the Twilight of Jim Crow », OAH Magazine of History, vol. 24, no 3,‎ juillet 2010, p. 15-23 (9 pages) (lire en ligne ),
- Aaron Gullickson, « Racial Boundary Formation at the Dawn of Jim Crow: The Determinants and Effects of Black/Mulatto Occupational Differences in the United States, 1880 », American Journal of Sociology, vol. 116, no 1,‎ juillet 2010, p. 187-231 (45 pages) (lire en ligne ),
- Stefan M. Bradley, « The Southern-Most Ivy: Princeton University from Jim Crow Admissions to Anti-Apartheid Protests, 1794-1969 », American Studies, vol. 51, nos 3/4,‎ hiver 2010, p. 109-130 (22 pages) (lire en ligne ),
- Veronica Watson, « Lillian B. Horace and the Literature of White Estrangement », The Mississippi Quarterly, vol. 64, nos 1/2,‎ printemps 2011, p. 3-24 (22 pages) (lire en ligne ),
- Lawrence D. Bobo, « Somewhere between Jim Crow & Post-Racialism: Reflections on the Racial Divide in America Today », Daedalus, vol. 140, no 2,‎ printemps 2011, p. 11-36 (26 pages) (lire en ligne ),
- Eric Lott, « Back Door Man: Howlin' Wolf and the Sound of Jim Crow », American Quarterly, vol. 63, no 3,‎ septembre 2011, p. 697-710 (14 pages) (lire en ligne ),
- Joshua F.J. Inwood, « Geographies of Race in the American South », Southeastern Geographer, vol. 51, no 4,‎ hiver 2011, p. 564-577 (14 pages) (lire en ligne ),
- Jonathan Leib et Thomas Chapman, « Jim Crow, Civil Defense, and the Hydrogen Bomb », Southeastern Geographer, vol. 51, no 4,‎ hiver 2011, p. 578-595 (18 pages) (lire en ligne ),
- Kennetta Hammond Perry, « "Little Rock" in Britain: Jim Crow's Transatlantic Topographies », Journal of British Studies, vol. 51, no 1,‎ janvier 2012, p. 155-177 (23 pages) (lire en ligne ),
- Elizabeth Guffey, « Knowing Their Space: Signs of Jim Crow in the Segregated South », Design Issues, vol. 28, no 2,‎ printemps 2012, p. 41-60 (20 pages) (lire en ligne ),
- David H. Jackson, Jr., « "Industrious, Thrifty and Ambitious": Jacksonville's African American Businesspeople during the Jim Crow Era », The Florida Historical Quarterly, vol. 90, no 4,‎ printemps 2012, p. 453-487 (35 pages) (lire en ligne ),
- Chanelle N. Rose, « Tourism and the Hispanicization of Race in Jim Crow Miami, 1945-1965 », Journal of Social History, vol. 45, no 3,‎ printemps 2012, p. 735-756 (22 pages) (lire en ligne ),
- William E. O'Brien, « State Parks and Jim Crow in the decade before Brown v. Board of  Education », Geographical Review, vol. 102, no 2,‎ avril 2012, p. 166-179 (14 pages) (lire en ligne ),
- Patricia L. Dooley, « Jim Crow Strikes Again », The Journal of African American History, vol. 97, no 3,‎ été 2012, p. 270-290 (21 pages) (lire en ligne ),
- Frank Cha, « Migrating to the "Broiler Belt" », The Mississippi Quarterly, vol. 65, no 1,‎ hiver 2012, p. 103-120 (18 pages) (lire en ligne ),
- M. Giulia Fabi, « Desegregating the Future: Sutton E. Griggs' Pointing the Way and American Utopian Fiction in the Age of Jim Crow », American Literary Realism, vol. 44, no 2,‎ hiver 2012, p. 113-132 (20 pages) (lire en ligne ),
- Jolene Hubbs, « Goophering Jim Crow: Charles Chesnutt's 1890s America », American Literary Realism, vol. 46, no 1,‎ 2013, p. 12-26 (15 pages) (lire en ligne ),
- Walker Elliott, « "I Told Him I'd Never Been to His Back Door for Nothing": The Lumbee Indian Struggle for Higher Education under Jim Crow », The North Carolina Historical Review, vol. 90, no 1,‎ janvier 2013, p. 49-87 (39 pages) (lire en ligne ),
- David J. Laliberte, « Foul Lines: Teaching Race in Jim Crow America through Baseball History », The History Teacher, vol. 46, no 3,‎ mai 2013, p. 329-353 (25 pages) (lire en ligne ),
- Sarah Haley, « “Like I Was a Man”: Chain Gangs, Gender, and the Domestic Carceral Sphere in Jim Crow Georgia », Signs, vol. 39, no 1,‎ automne 2013, p. 53-77 (25 pages) (lire en ligne ),
- Aliya Saperstein et Aaron Gullickson, « A "Mulatto Escape Hatch" in the United States? Examining Evidence of Racial and Social Mobility During the Jim Crow Era », Demography, vol. 50, no 5,‎ octobre 2013, p. 1921-1942 (22 pages) (lire en ligne ),
- Joan Malczewski, « Philanthropy and Progressive Era State Building through Agricultural Extension Work in the Jim Crow South », History of Education Quarterly, vol. 53, no 4,‎ novembre 2013, p. 369-400 (32 pages) (lire en ligne ),
- Rebecca Gould, « Jim Crow in the Soviet Union », Callaloo, vol. 36, no 1,‎ hiver 2013, p. 125-141 (17 pages) (lire en ligne ),
- « Jim Crow 2.0? Why States Consider and Adopt Restrictive Voter Access Policies », Perspectives on Politics, vol. 11, no 4,‎ décembre 2013, p. 1088-1116 (29 pages) (lire en ligne ),
- Alexander Leidholdt, « Showdown on Mr. Jefferson's Lawn: Contesting Jim Crow during the University of Virginia's Protodesegregation », The Virginia Magazine of History and Biography, vol. 122, no 3,‎ 2014, p. 230-271 (42 pages) (lire en ligne ),
- Tom Gogola, « The Jim Crow Soft-Shoe Segregationists of St. George », The Baffler, no 25,‎ 2014, p. 74-83 (10 pages) (lire en ligne ),
- Henry Knight, « "Savages of Southern Sunshine": Racial Realignment of the Seminoles in the Selling of Jim Crow Florida », Journal of American Studies, vol. 48, no 1,‎ février 2014, p. 251-273 (23 pages) (lire en ligne ),
- Craig R. Prentiss, « “The Full Realization of This Desire” », Nova Religio, vol. 17, no 3,‎ février 2014, p. 84-108 (25 pages) (lire en ligne ),
- Koritha Mitchell, « No More Shame! Defeating the New Jim Crow with Antilynching Activism's Best Tools », American Quarterly, vol. 66, no 1,‎ mars 2014, p. 143-152 (10 pages) (lire en ligne ),
- Alex H. Poole, « The Strange Career of Jim Crow Archives: Race, Space, and History in the Mid-Twentieth-Century American South », The American Archivist, vol. 77, no 1,‎ printemps/été 2014, p. 23-63 (41 pages) (lire en ligne ),
- Eurie Dahn, « "Unashamedly Black": Jim Crow Aesthetics and the Visual Logic of Shame », MELUS, vol. 39, no 2,‎ été 2014, p. 93-114 (22 pages) (lire en ligne ),
- Elizabeth A. Steeby, « Radical Intimacy Under Jim Crow "Fascism" », The Mississippi Quarterly, vol. 67, no 1,‎ hiver 2014, p. 127-150 (24 pages) (lire en ligne ),
- George Gmelch, « Southern Exposure: Life in the Carolina League in the Time of Jim Crow », Journal of Sport History, vol. 42, no 3,‎ 2015, p. 310-321 (12 pages) (lire en ligne ),